# Letafors
Letafors är en ort i Södra Finnskoga socken i Torsby kommun i norra Värmland nordost om sjön Letten. Fram till och med år 2005 klassade SCB Letafors som en småort. Letafors herrgård och det tidigare Letafors bruk finns inom denna ort.